# Johannes Vogel (Schriftsteller)
Johannes Vogel (* 29. Juni 1895 in Spremberg; † 2. März 1962 in Maschen) war ein deutscher Schriftsteller.

## Leben
Wilhelm Johannes Vogel entstammt einer alten Oberlausitzer Familie aus der Gegend um Guttau. Er besuchte in Spremberg das Realgymnasium und verließ dieses 1915 mit Notabitur. Danach wurde er Kriegsfreiwilliger während des Ersten Weltkriegs.
Er studierte später in München, Hannover und Delft und schloss eine Berufsausbildung als Chemie-Ingenieur ab. Über mehrere Zwischenstationen, so z. B. Göttingen, Berlin und Bayreuth kehrte er schließlich wieder nach Spremberg zurück und fand bei der Firma C. F. Saebisch eine Anstellung als Redakteur und Journalist für die hiesige Tageszeitung dem Spremberger Anzeiger.
Aus beruflichen Gründen verließ er aber bald wieder seine Heimatstadt und zog nach Berlin, wo er bis 1943 lebte und arbeitete. In den aufkommenden Kriegswirren zog er, in Berlin total ausgebombt, mit seiner Ehefrau und seinen drei Söhnen Johannes, Georges und Wolfgang abermals nach Spremberg. Aber auch dies sollte wieder nicht von langer Dauer sein, denn bereits 1945 fand er ein neues Zuhause in Maschen bei Hamburg. Hier wurde noch 1945 sein vierter Sohn Thomas geboren.
Fortan war er als freier Schriftsteller tätig. Sein Hauptaugenmerk lag dabei auf Geschichten, die sich um seine Heimatstadt Spremberg drehten. In seinen Spremberger Tagen hatte er bereits 1935/36 für eine erschienene Jubiläumsausgabe 100 Jahre Spremberger Anzeiger erste Artikel verfasst.
1943 erschien im Holzner Verlag sein erster Roman Altbackene Semmeln. In diesem Heimatroman wird das Leben in Spremberg in der Zeit um 1830 erzählt. Er handelt vom örtlichen Männergesangsverein 1835 über die aufkommende Industrialisierung mit all deren guten und schlechten Seiten bis hin zu den unverheirateten Bäckerstöchtern (ebendiesen „altbackenen Semmeln“) um die Ecke.
1958 bis 1963 erschien ebenfalls im Holzner Verlag die Heimatgeschichtliche Trilogie Am sausenden Webstuhl der Zeit.
Johannes Vogel veröffentlichte seine Werke auch unter dem Pseudonym E. A. Witschas.

## Werke
- Altbackene Semmeln
- Am sausenden Webstuhl der Zeit
- Deutsche Frauen in der Anekdote
- Der Herzog von Achberg
- Dagmars ernstes Spiel
- Der preußische Degen
- Das goldene Buch des Humors
- Saitenspiel aus fernen Gärten
- Lück schießt in die Luft (erschienen im Zeitschriftenverlag AG Berlin 1937)